# Climaciella personata
Climaciella personata is een insect uit de familie van de Mantispidae, die tot de orde netvleugeligen (Neuroptera) behoort. 
Climaciella personata is voor het eerst wetenschappelijk beschreven door Stitz in 1913.